# Christine Brückner
Christine Brückner (* 10. Dezember 1921 in Schmillinghausen, Kreis Waldeck-Frankenberg, als Christine Emde; † 21. Dezember 1996 in Kassel) war eine deutsche Schriftstellerin. Sie schrieb auch unter den Pseudonymen Christine Dupont, Christian Dupont und Dr. Christian Xadow.

## Leben

### Kindheit und Jugendjahre
Christine wurde als Tochter des Pfarrers und Kirchenrats Carl Emde (1867–1940), Sohn des Lehrers Heinrich Emde, und seiner Frau Clotilde geb. Schulze (1878–1959), Tochter eines Ingenieurs und späteren Gas- und Wasserwerkdirektors aus Unna, geboren. Christine und ihre ältere Schwester Ursula wurden protestantisch erzogen. Ihre Kindheit verbrachte sie bis 1934 im Schmillinghausener Pfarrhaus. Sie besuchte zunächst die Dorfschule in Schmillinghausen und anschließend in Arolsen die Bathildis-Schule und das Christian-Rauch-Gymnasium.
1934 wurde das Pfarrhaus in Schmillinghausen von der Arolser Hilfspolizei durchsucht, man fand nichts, was ihren Vater belastet hätte. Ihr Vater wurde jedoch als Mitglied der Bekennenden Kirche frühzeitig pensioniert. Die Familie zog nach Kassel und baute nach einiger Zeit ein Haus in der Adolfstraße.
Christine legte 1937 die Mittlere Reife am Kasseler Oberlyzeum für Mädchen (der späteren Jacob-Grimm-Schule) ab. Als literarisch interessierte Schülerin besuchte sie Dichterlesungen von Hans Carossa, Ina Seidel, Werner Bergengruen und Rudolf Alexander Schröder und schrieb zur Abschiedsfeier am Oberlyzeum ein Theaterstück. Anschließend leistete sie das Pflichtjahr für deutsche Mädchen in einem kinderreichen Haushalt ab. Von 1939 bis 1942 wurde sie u. a. im Wehrkommando IX in Kassel dienstverpflichtet. Beim Luftangriff auf Kassel am 22. Oktober 1943 wurde ihr Elternhaus zerstört und sie zog daraufhin mit ihrer Mutter zu deren Bruder Wilhelm Schulze nach Zuchow in Pommern. Christine schrieb hierzu:

„Mit dem Abitur wurde es wieder nichts! Ein Luftangriff zerstörte mein Elternhaus, die Schule, die ganze Stadt.“

In Pommern erhielt sie nachhaltige Anregungen zu ihrem ersten Roman „Jauche und Levkojen“ der Poenichen-Trilogie.
Christine wurde dann in einem Kurort im Vogelsberg als Zweitköchin einer ausgebombten Schule aus Wilhelmshaven eingesetzt und legte das Externen-Abitur 1944 in Fulda ab. Bis Kriegsende war sie als Buchhalterin bei den Siebel-Flugzeugwerken in Halle dienstverpflichtet. Diese Erlebnisse von Flucht, Verlust und Trauer prägten ihren folgenden schriftstellerischen Weg.

### Studium und schriftstellerischer Beginn
1944 lernte sie den kriegsversehrten Industriegestalter Werner Brückner (1920–1977) in einem Hallenser Lazarett kennen; sie heirateten am 28. August 1948 in der Dorfkirche von Schmillinghausen. Von 1945 bis 1946 wurde sie zur Diplombibliothekarin mit Examen in Stuttgart ausgebildet, übte diesen Beruf jedoch nie aus. Christine studierte ab 1947 Volkswirtschaft, Literaturwissenschaft, Kunstgeschichte und Psychologie als Studium generale an der Philipps-Universität Marburg in Marburg und leitete dort zwei Semester lang die „Mensa Academica“.
Ihre schriftstellerische Laufbahn begann mit einer Anekdote über das Bild „Frau am Fenster“ von Giovanni Bellini. Der Text wurde in einer Zeitschrift veröffentlicht und machte den Marburger Kunsthistoriker Richard Hamann auf die Autorin aufmerksam. Bei seinem Sohn Richard Hamann-MacLean war sie dann während ihres Studiums als wissenschaftliche Mitarbeiterin am Kunstinstitut (Bildarchiv Foto Marburg) angestellt. Nach Wegfall der dotierten Stelle arbeitete sie dort bis 1953 ehrenamtlich weiter.
Als junge Schriftstellerin schickte sie Walter Höllerer und Hans Bender Erzählungen für die Literaturzeitschrift Akzente, die jedoch nicht veröffentlicht wurden. 1951 schrieb sie als Redakteurin für die Zeitschrift Frauenwelt in Nürnberg. 1952 bis 1958 lebte sie mit ihrem Ehemann Werner Brückner in Krefeld und anschließend in Düsseldorf.
1953 reichte sie anonym das Romanmanuskript „Ehe die Spuren verwehen“ bei einem vom Bertelsmann Verlag ausgelobten Literaturwettbewerb ein und gewann diesen. Der erste unter dem Namen Christine Brückner veröffentlichte Roman „Ehe die Spuren verwehen“ erschien 1954 und wurde ein kommerzieller Erfolg, der es ihr ermöglichte, als freie Schriftstellerin zu leben. Friedrich Sieburg urteilte über dieses Buch: „Eine glückliche Entdeckung und ein würdiges Werk.“ Siegfried Lenz schrieb über „Ehe die Spuren verwehen“: „Ein faszinierendes Unternehmen.“ 1954 traf sie zum ersten Mal in Bad Godesberg den Schriftsteller Otto Heinrich Kühner bei der Tagung „Junge Deutsche Autoren“.
Die Ehe Brückner wurde freundschaftlich im beiderseitigen Einvernehmen 1958 aufgehoben.
Unter dem Pseudonym „Christine Dupont“ veröffentlichte sie 1959 den Roman „Dein Lächeln Nicole“, der auf ein Manuskript aus dem Jahr 1953 zurückging – „vom Verlag entstellt“, wie es in einer handschriftlichen Notiz Christine Brückners heißt. Auch veröffentlichte sie unter dem Namen „Christian Dupont“ einige Erzählungen.

### Wieder in Kassel
1960 wurde Christine Brückner in Kassel dauerhaft sesshaft. Zunächst lebte sie mit ihrer älteren Schwester in der Heckerstraße. Bei Otto Kurth war sie 1961 Regieassistentin für zwei Spielzeiten am Schauspielhaus des Staatstheaters Kassel. 1965 erwarb sie ein kleines Reihenhaus in der Hans-Böckler-Straße im Kasseler Stadtteil Auefeld. 1967 ging sie ihre zweite Ehe mit dem Schriftsteller Otto Heinrich Kühner ein. Sie bildeten in Kassel einen, wie sie es nannten, „Autorenverband“, der auch mehrere gemeinsame Werke verfasste und herausgab. Bildvorlagen von Gemälden Kühners gestalteten die vielen Einbände, vor allem der Taschenbücher Christine Brückners. Als erfahrener Lektor redigierte Kühner die Manuskripte seiner Frau, bevor sie zum Verlag gingen.
Am 21. März 1972, auf dem Weg zu einer gemeinsamen Autorenlesung in Königsfeld, überlebte Brückner schwer verletzt einen Autounfall auf der Bundesstraße 33 im Hochschwarzwald und fuhr danach selbst kein Auto mehr. 1975 begann Brückner mit dem Roman „Jauche und Levkojen“ die erfolgreiche „Poenichen-Trilogie“; es folgten die Fortsetzungsromane „Nirgendwo ist Poenichen“ 1977 und 1985 „Die Quints“.
1979 wurde Brückner in den Beirat zur Förderung zeitgenössischer deutschsprachiger Schriftsteller des Bertelsmann-Verlags berufen. 1980 wurde Brückner für den plötzlich verstorbenen Kulturjournalisten Walther Schmieding in das deutsche PEN-Zentrum gewählt. Von 1980 bis 1984 war sie Vize-Präsidentin des deutschen PEN-Zentrums und setzte sich für dessen Bewegung Writers in Prison ein. 1983 hatte Brückner mit den Theatermonologen Wenn du geredet hättest, Desdemona, Ungehaltene Reden ungehaltener Frauen wieder literarischen Erfolg. Viera Janárčeková vertonte 1989 eine der Reden in dem Vokalwerk Donna Laura. 1992 komponierte Siegfried Matthus die Oper Desdemona und ihre Schwestern nach Motiven von Christine Brückner.

### Die letzten Jahre
Bereits 1984 war Otto Heinrich Kühner schwer erkrankt und es folgten mehrere Operationen. 1995 wurde er pflegebedürftig und Christine Brückner nahm sich kein neues Roman-Projekt mehr vor. Die Ehrenbürgerin der Stadt Kassel verstarb in ihrem Kasseler Reihenhaus nur wenige Wochen nach ihrem Mann. Das Schriftstellerpaar wurde gemeinsam nach dessen Willen auf dem unweit Brückners Geburtshauses liegenden Dorffriedhof in Schmillinghausen in einem Ehrengrab der Stadt Kassel beigesetzt.

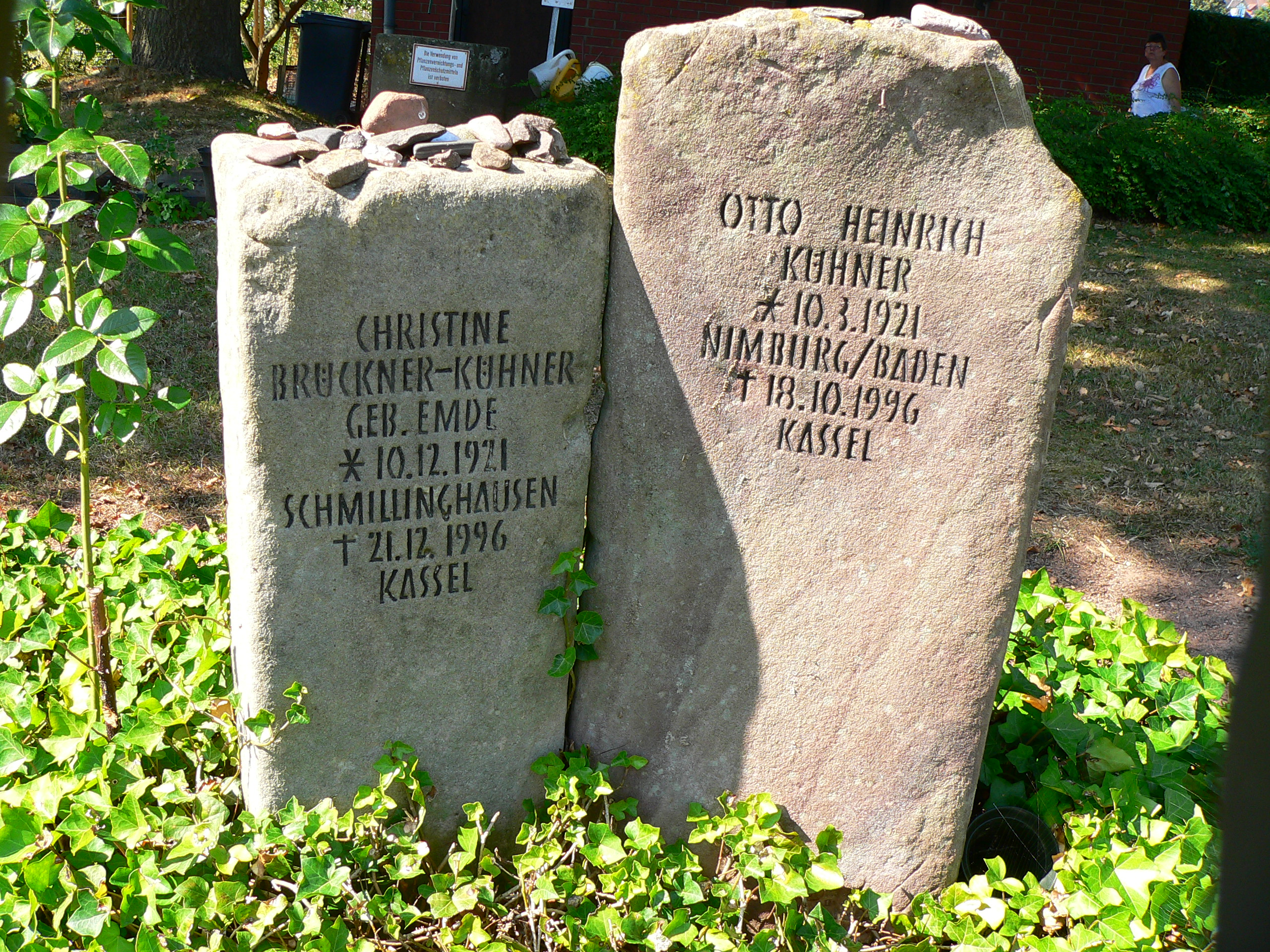
Ehrengrab der Stadt Kassel auf dem Friedhof in Schmillinghausen

Literaturfreunde legen auf den Grabsteinstelen nach jüdischem Brauch graue Steine aus ihrer Heimat beim Besuch der Dichtergrabstätte ab.
Am zweiten Todestag von Christine Brückner stellten die Stiftung Brückner-Kühner und der Oberbürgermeister der Stadt Kassel, Georg Lewandowski, das neu hergerichtete Grab vor, mit schlichter Bepflanzung und mit den elterlichen und großelterlichen Gräbern durch Efeu verbunden. Die bildhauerisch bearbeiteten Grabsteinstelen stammen vom Grundstück der Schmillinghausener Dorfkirche. Bearbeitet und mit Inschriften versehen wurden die Stelen von dem Rotenburger Bildhauer Paul Martin Jähde.

## Stiftung Brückner-Kühner
Mit Otto Heinrich Kühner gründete Christine Brückner 1984 die Stiftung Brückner-Kühner, die seit 1985 den Kasseler Literaturpreis für grotesken Humor vergibt. Die Stiftung wirkt heute als Zentrum für komische Literatur, avancierte Dichtkunst und als Ort der Erinnerung an Christine Brückner und ihren zweiten Ehemann. Das Dichterhaus Brückner-Kühner ist nach dem Tod der Schriftsteller in seinem ursprünglichen Zustand belassen worden. Es ist nunmehr Sitz der Stiftung Brückner-Kühner und ein öffentlich zugängliches hessisches Literaturmuseum (siehe unten den Link zur Homepage der Stiftung). Den Nachlass verwaltet der Germanist Friedrich W. Block.

## Hauptwerke
Christine Brückner gehörte zu den erfolgreichsten deutschen Schriftstellerinnen. Zahlreiche ihrer Bücher erzielten Millionenauflagen.
Sinnstiftung, Moral, Schuld und auch Trost in der – auch unterhaltsamen – Behandlung elementarer menschlicher Themen insbesondere aus der Autorenperspektive sind Brückners zentrale Anliegen. Diese gründen im protestantischen Weltbild der Autorin. Gleich ihr erster Roman Ehe die Spuren verwehen, erschienen 1954 bei Bertelsmann in Gütersloh, wurde ein großer Erfolg, der Christine Brückner in den folgenden Jahren die Existenz einer freien Schriftstellerin ermöglichte. Das Manuskript gewann einen vom Bertelsmann Verlag ausgelobten Wettbewerb und erzielte bereits im ersten Jahr eine Auflage von 376.000. Der Bestseller wurde in mehrere Sprachen übersetzt. Erzählt wird die Bewältigung der Lebenskrise eines Mannes, der ohne eigenes Verschulden in den Unfalltod einer jungen Frau verwickelt wird.
Danach veröffentlichte Brückner eine Reihe weiterer Romane, die aus der Perspektive der Frau vorwiegend Probleme von Liebe, Ehe und Partnerschaft thematisieren und Möglichkeiten der weiblichen Selbstverwirklichung durchspielen.
1975 erschien ihr ebenfalls sehr erfolgreicher Roman Jauche und Levkojen, der mit seinen Fortsetzungen Nirgendwo ist Poenichen und Die Quints die Poenichen-Trilogie bildet. Auf annähernd eintausend Seiten wird in einem deutlich an Theodor Fontane geschulten Stil die Lebensgeschichte der Romanfigur „Maximiliane von Quindt“ erzählt, die 1918 als Enkelin eines landadligen Gutsbesitzers in Hinterpommern zur Welt kam. Im Rückgriff auf bekannte Erzählschemata werden Geschichte und Leistung der Frauengeneration gestaltet, die Krieg, Vertreibung und Wiederaufbau erlebte.
Die Monologe Wenn du geredet hättest, Desdemona. Ungehaltene Reden ungehaltener Frauen (Hamburg 1983) erzielten auch hohe Auflagen und erfuhren Übersetzungen in zahlreiche Sprachen. Die Monologe begründeten auch Brückners Erfolg als Theaterautorin und gehörten zu den meistgespielten zeitgenössischen Theaterstücken. In ernstem bis heiterem Ton sprechen sich hier historische und fiktive Frauengestalten der abendländischen Geschichte – von Klytämnestra über Christiane von Goethe bis Gudrun Ensslin – einmal richtig aus. Die Buchausgabe wurde von dem Grafiker Horst Janssen illustriert.
Neben ihrem Erzählwerk veröffentlichte die Autorin auch autobiografische Aufzeichnungen wie „Mein schwarzes Sofa“, „Hat der Mensch Wurzeln?“ und „Die Stunde des Rebhuhns“ sowie Hörspiele und Kinderbücher. Ihre zahlreichen Reisen fließen autobiographisch in viele Werke der Schriftstellerin ein.
Im Ullstein-Verlag ist eine 20-bändige Werkausgabe erschienen.
2005 las Eva Mattes „Jauche und Levkojen“ und 2007 die gesamte Poenichen-Trilogie für Hörbuchveröffentlichungen.

## Verfilmungen
In den Jahren 1977 und 1978 wurden Jauche und Levkojen und Nirgendwo ist Poenichen jeweils als Mehrteiler für das Fernsehen verfilmt. Die Hauptdarsteller waren u. a. Ulrike Bliefert, Arno Assmann und Edda Seippel.

## Auszeichnungen und Ehrungen
- 1954: 1. Preis im Bertelsmann-Preisausschreiben für den Roman Ehe die Spuren verwehen
- 1982: Goethe-Plakette des Landes Hessen
- 1982: Wappenring der Stadt Kassel
- 1987: Ehrenbürgerin der Stadt Kassel
- 1990: Hessischer Verdienstorden
- 1991: Bundesverdienstkreuz 1. Klasse
- 1992: Christian-Rauch-Plakette der Stadt Bad Arolsen
- 1996: Großes Bundesverdienstkreuz
- 2021: Am 7. Juli 2021 wurde eine Skulptur der New Yorker Künstlerin Linda Cunningham in Kassel am Platz der 11 Frauen eingeweiht, die auch Christine Brückner ehrt.[4]
- Die Gesamtschule im Bad-Emstaler Ortsteil Sand trägt den Namen „Christine-Brückner-Schule“

## Werke

### Erzählungen und Romane
- Ehe die Spuren verwehen, Bertelsmann, Gütersloh 1954
- Katharina und der Zaungast, Bertelsmann, Gütersloh 1957
- Dein Lächeln Nicole, 1959 (als Christine Dupont)
- Ein Frühling im Tessin, Ullstein, Frankfurt am Main / Berlin / Wien 1960
- Die Zeit danach, 1961
- Bella Vista und andere Erzählungen, 1963
- Letztes Jahr auf Ischia, Ullstein, Frankfurt am Main / Berlin / Wien 1964, ISBN 3-548-02734-2
- Der Kokon, 1966
- Das glückliche Buch der a.p., Ullstein, Frankfurt am Main / Berlin / Wien 1970, ISBN 3-548-03070-X
- Wie Sommer und Winter, Ensslin & Laiblin, Reutlingen 1971
  - neuer Titel: Komm wieder, Catarina. Ensslin & Laiblin, Reutlingen 1980; Neuausgabe Ullstein 1989; auch als Ullstein-Taschenbuch Ullstein, ISBN 3-548-03010-6
- Überlebensgeschichten, Ullstein, Frankfurt am Main / Berlin / Wien 1973, ISBN 3-548-03461-6
- Whisky Haut Serum (als Dr. Christian Xadow)
- Jauche und Levkojen, 1975
- Die Mädchen aus meiner Klasse, 1975
- Nirgendwo ist Poenichen, 1977
- Was ist schon ein Jahr. Frühe Erzählungen, 1984
- Das eine sein, das andere lieben, 1981
- Die Quints, 1985 (Platz 1 der Spiegel-Bestsellerliste vom 16. Dezember 1985 bis zum 23. Februar 1986)
- Die letzte Strophe, 1989
- Früher oder später, 1994

### Kinder- und Jugendbücher
- Alexander der Kleine. Eine heitere Erzählung, 1966
- A brother for Momoko, The Bodley Head, London 1970 (dt.: Ein Bruder für Momoko, mit Bildern von Chihiro Iwasaki, 1977)
- Wie Sommer und Winter, 1971
- Momoko und der Vogel (mit Bildern von Chihiro Iwasaki), 1972
- Momokos Geburtstag (mit Bildern von Chihiro Iwasaki), 1973
- Momoko und Chibi (mit Bildern von Chihiro Iwasaki), 1974
- Die Weltreise der Ameise, 1974
- Momoko ist krank (mit Bildern von Chihiro Iwasaki), 1979
- Mal mir ein Haus (mit Otto Heinrich Kühner, illustriert von Helmut Lang), 1980

### Herausgebertätigkeit
- Botschaften der Liebe in deutschen Gedichten des 20. Jahrhunderts, 1960.
- An mein Kind. Deutsche Gedichte des 20. Jahrhunderts, 1962
- Juist. Ein Lesebuch, 1984
- Lesezeit. Eine persönliche Anthologie, 1986

### Sonstige Schriften
- Kleine Spiele für große Leute (illustriert von Bele Bachem), 1957
- Erfahren und erwandert (mit Otto Heinrich Kühner), 1979
- Mein schwarzes Sofa. Aufzeichnungen, Ullstein Verlag, Frankfurt am Main/Berlin/Wien 1981, ISBN 3-548-20500-3.
- Wenn du geredet hättest, Desdemona. Ungehaltene Reden ungehaltener Frauen. Illustriert von Horst Janssen, Hoffmann und Campe, Hamburg 1983, ISBN 3-455-00366-4; als Taschenbuchausgabe: Ullstein, Berlin 2013, ISBN 978-3-548-28638-9
- Lachen um nicht zu weinen. Ein Lesebuch, 1984
- Deine Bilder. Meine Worte (mit Otto Heinrich Kühner), 1986
- Hat der Mensch Wurzeln? Autobiographische Texte, hrsg. v. Gunther Tietz, 1988
- Die Stunde des Rebhuhns. Aufzeichnungen, 1991
- Lieber alter Freund. Briefe, 1992
- Weitere ungehaltene Reden, 1995
- Unterwegs. Reisen in nicht allzu ferne Länder, 1995
- Ständiger Wohnsitz. Kasseler Notizen, hrsg. u. mit einem Nachwort vers. v. Friedrich W. Block, 1998
- Ich will Dich den Sommer lehren. Briefe aus vierzig Jahren (mit Otto Heinrich Kühner), hrsg. u. mit einem Vorwort vers. v. Friedrich W. Block, 2003

### Werkausgabe
Im Ullstein-Verlag erschien die 20-bändige Werkausgabe, darin neu:
- Leben und Werk. Mit Beiträgen von Walter Pape, Gunther Tietz, Otto Heinrich Kühner und Sigrid Bauschinger, 1994
- Die Bürgerinnen von Calais. Schauspiele, Hörspiele, hrsg. u. mit einem Nachwort vers. v. Walter Hinck, 1997
- Briefe von c. b. An Verleger, Freunde und Leser, hrsg. u. mit einem Nachwort vers. v. Anselm Maler, 1999

## Hörspiele
Auf Grundlage von Texten von Christine Brückner entstanden zwischen 1960 und 1990 mindestens zehn Hörspiele, darunter:
- Hier darf nur geflogen werden (WDR 1962)
- Der Haifisch und die Uhr (SDR 1967)
- Nichts als Theater (HR 1970) – mit Otto Sander
- 200 Anschläge in der Minute (HR 1974) – mit Friedrich von Bülow und Ursula Langrock
- Du irrst, Lysistrata (BR 1984)
- Die Liebe hat einen neuen Namen (DW 1985)

## Vertonungen
- Viera Janárceková: Donna Laura, Dramatische Szene, 1989
- Siegfried Matthus: Desdemona und ihre Schwestern, 1992